# Список островів Вануату
Нижче наданий список островів Вануату за провінціями, в основному з півночі на південь, з поділом на архіпелаги, якщо це доречно. Нині Вануату складається з 83 островів.

## Острови
- Торба (провінція)
  - Torres Islands
    - Хіу
    - Метома (незаселений)
    - Тегуа
    - Нґвел (незаселений)
    - Лінуа
    - Ло (острів)
    - Тога (острів)

  - острови Бенкс 
    - Вот-Танде
    - Урепарапара
    - Рова (острови) (Рифові островиIslands)
      - Енвут (незаселений)
      - Лемеур

    - Вануа-Лава
      - Квакеа
      - Ленеу
      - Навіла
      - Равенга

    - Гауа (острів Санта-Марія )
    - Мота (острів)
    - Мота-Лава (Saddle)
      - Ра (острів)

    - Меріг
    - Мерелава
- провінція Санма
  - Еспіриту-Санто (острів)
    - Dany Island
    - Аракі
    - Elephant Island
    - Тіон (Вануату)
    - Сакао (Санма, Вануату)
    - Malohu
    - Malparavu
    - Maltinerava
    - Malvapevu
    - Malwepe
    - Oyster Island
    - Тангоа (острів)
    - Bokissa
    - Lataro

  - Malo
    - Asuleka
    - Malotina
    - Malokilikili

  - Aore
  - Тутуба (острів)
  - Mavea
  - Lathi
- провінція Пенама
  - Пентекост
  - Оба (острів)
  - Maewo
- провінція Малампа
  - Малекула
    - Ахамб
    - Арсео
    - Сакао
    - Маскелайнські острови
      - Авок
      - Авей (Вануату)
      - Леумананг
      - Uluveo
      - Вулай

    - Норсуп
    - Сован
    - Томман
    - Урі
    - Уріпів
    - Варо (острів)
    - Вала

  - Амбрим
  - Паама
  - Лопеві (незаселений)
  - Рано
  - Атчин
  - Вао
- провінція Шефа
  - Епі
    - Ламен
    - Намука (незаселений)
    - Тефала

  - Острови Шеперд
    - Laika
    - Тонгоа
    - Tongariki
    - Бунінга
    - Emae (Mai)
    - Макура (острів) (Emwae)
    - Mataso (Matah)
    - Ewose (незаселений)
    - Falea
    - Wot (Étarik)

  - Ефате
    - Nguna
    - Emao
    - Moso (Verao)
    - Lelepa Island
    - Ekapum Lep
    - Erakor
    - Eratap (Castaway Island)
    - Mele (Hideaway Island)
    - Ifira
    - Iririki
    - Iriwiti Lep
    - Kakula (незаселений)
    - Pele
- провінція Тафеа
  - Танна (острів)
  - Аніва (острів)
  - Футуна (Вануату)
  - Erromango
    - Goat Island (незаселений)
    - Вете-Манунг (незаселений)

  - Анейтьюм
    - Інєуг (Airport of Anatom)

  - Matthew Island (незаселений, claimed by New Caledonia)
  - Hunter Island (незаселений, claimed by New Caledonia)

## зовнішні посилання
- Острови Вануату